# غويليرمي (لاعب كرة قدم مواليد 1990)
غويليرمي هو لاعب كرة قدم برازيلي في مركز الوسط، ولد في 21 أغسطس 1990 في برازيليا في البرازيل. لعب مع نادي غواراني ونادي غوياس.

## وصلات خارجية
- غويليرمي (لاعب كرة قدم مواليد 1990) على موقع قاعدة بيانات كرة القدم.إي يو (الإنجليزية)
- غويليرمي (لاعب كرة قدم مواليد 1990) على موقع Soccerway.com (الإنجليزية)